# Cláusula de barreira
Cláusula de barreira (também conhecida como patamar eleitoral, barreira constitucional, cláusula de exclusão ou cláusula de desempenho) é um dispositivo legal que restringe ou impede a atuação parlamentar de um partido que não alcança um determinado percentual de votos.
Essa exigência de votação mínima pode ser feita pela legislação eleitoral de diversas maneiras. No Sistema proporcional, a cláusula de barreira exige que um partido político, coligação política ou federação partidária atinja um grau mínimo de votação para obter representação parlamentar. Esse número (ou percentual) mínimo de votos pode ser exigido no âmbito nacional ou em um âmbito mais restrito (departamento, estado, município). 
A legislação também pode dispor um número máximo de votos que não serão considerados (uma fórmula negativa para uma regra similar), ou que cada membro da coligação deve atingir um número de votos sem os quais não será considerado representativo.

## Efeitos
O efeito principal da cláusula de barreira é impedir a representação de partidos menores. Normalmente, as cláusulas são estabelecidas para buscar estabilidade no sistema eleitoral, negando representação a agremiações radicais ou para evitar que tenham representação de partido de aluguel - que, mesmo sem ter representação real junto à população, cumprem os requisitos legais para formar um partido legal e oferecem os benefícios da estrutura partidária em troca de dinheiro ou outro tipo de benefício. 
Os efeitos colaterais da adoção da cláusula de barreira podem ser uma dificuldade na renovação das agremiações políticas e a subrepresentação de uma minoria que não atinge o patamar exigido (esta última pode ser reduzida se a legislação eleitoral permitir o voto preferencial).

## Cláusula de Barreira pelo mundo
| País     | Cláusula de Barreira         |
| -------- | ---------------------------- |
| Alemanha | 5%                           |
| Rússia   | 5%                           |
| Ucrânia  | 4%                           |
| Bulgária | 4%                           |
| Suécia   | 4%                           |
| Noruega  | 4%                           |
| Itália   | 3%                           |
| Espanha  | 3%                           |
| Israel   | 3,25%                        |
| Brasil   | 3%                           |
| Portugal | Proibida constitucionalmente |

Na Alemanha, adota-se o voto distrital misto. Não ganham representação no Bundestag ou nos parlamentos regionais dos Länder (Estados), os partidos que não alcançarem pelo menos 5% dos votos. Com a Reunificação da Alemanha em 1990, a referida norma foi mitigada , permitindo que o Partido do Socialismo Democrático, que reúne os ex-comunistas da Alemanha Oriental mantivessem sua representação.
Na Espanha, Noruega, Suécia, Polônia e em grande parte dos países da Europa, a cláusula de barreira varia de 3 a 4% dos votos. Na Dinamarca exige-se que os partidos alcancem 2% dos votos. Na Nova Zelândia o percentual exigido é de 5%. Na Turquia, para que se evitassem partidos extremistas, a cláusula foi fixada em 10% dos votos. 
A Assembleia Parlamentar do Conselho da Europa recomenda que a cláusula de barreira não deve ser superior a 3%.

## Cláusula de Barreira no Brasil

### Desenvolvimento histórico

#### Lei 9.096/1995
A Lei dos Partidos Políticos (Lei 9.096/1995) previu uma cláusula de desempenho em seu art. 13. Conforme o texto da lei, apenas os partidos que obtivessem pelo menos 5% dos votos válidos, na eleição da Câmara dos Deputados, teriam direito a funcionamento parlamentar. 
A Lei 9.096 de 1995 previa que os partidos com menos de 5% dos votos válidos, na eleição da Câmara dos Deputados, não teriam direito a:
- representação partidária no Congresso Nacional;
- tempo de propaganda eleitoral em rede nacional de rádio e de TV;
- recursos do fundo partidário;
- o espaço físico que a Câmara dos Deputados disponibiliza a todos os partidos políticos seria reduzido;
- direito a liderança, deputados em comissões e cargos na mesa diretora;
- Teriam estrutura menor na Câmara.

A constitucionalidade da referida norma foi contestada na Ação Direta de Inconstitucionalidade (ADI) nº 1351, promovida pelo PCdoB com o apoio do PDT, PSB, PV, PSC, PSOL, PRB (atual Republicanos) e PPS (atual Cidadania) e Ação Direta de Inconstitucionalidade (ADI) nº 1354, promovida pelo PSC. 
No final de 2006, um anos antes da entrada em vigor da referida cláusula de barreira, o Supremo Tribunal Federal (STF) julgou, conjuntamente, as referidas ADIs e declarou que a norma era inconstitucional. O STF considerou que a regra violava o artigo 17 da Constituição brasileira de 1988, restringindo a liberdade de criação de partidos políticos e a autonomia dos partidos.

#### Nova proposta e aprovação
Em 2016, novas propostas de reforma política foram apresentadas, propondo, entre outras alterações na legislação eleitoral, a mudança para o sistema eleitoral de lista fechada, o fim das coligações em eleições proporcionais (deputados federais, deputados estaduais e vereadores), uma cláusula de barreira progressiva e a criação de um fundo eleitoral. Posteriormente, a proposta de voto em lista foi substituída pelo sistema Distritão. A mudança de sistema eleitoral acabou rejeitada, mas a cláusula de barreira e o fundo eleitoral foram aprovadas aprovados na Emenda Constitucional nº 97.

### Emenda Constitucional 97/2017
A Emenda Constitucional 97/2017 criou uma cláusula de desempenho para que os partidos políticos ou federações partidárias tenham direito ao fundo partidário e à propaganda gratuita no rádio e na televisão. A regra estabelece que os partidos devem eleger no mínimo 15 deputados federais, distribuídos por 1/3 das unidades da federação ou alcançarem 3% dos votos válidos, nas eleições para a Câmara dos Deputados, distribuídos por por 1/3 das unidades da federação, com no mínimo 2% dos votos válidos cada uma delas.
Todavia, foi estabelecida uma regra de transição, pela qual o número de deputados federais e o percentual de votos válidos exigidos seriam exigidos de forma progressiva, até o ano de 2030. Na tabela a seguir, estão as regras de transição estabelecidas:
| Ano  | % dos votos válidos | Deputados federais |
| ---- | ------------------- | ------------------ |
| 2018 | 1,5%                | 9                  |
| 2022 | 2%                  | 11                 |
| 2026 | 2,5%                | 13                 |
| 2030 | 3%                  | 15                 |

O deputado federal eleito por partido que não atinge os requisitos da cláusula de barreira tem o direito de se desfiliar do partido ou federação pelo qual foi eleito e se filiar a outro.

### Consequências

#### Eleições Gerais de 2018
Nas eleições de 2018, a cláusula de barreira entrou em vigor no Brasil, exigindo que os partidos tivessem pelo menos 1,5% dos votos válidos para deputado federal, com pelo menos 1% dos votos válidos em 1/3 das unidades da Federação ou elegessem 9 deputados federais, distribuídos em 1/3 das unidades federativas. Consequentemente, 14 dos 35 partidos políticos registrados no TSE em 2018 não superaram a cláusula de barreira, a saber: Rede, Patriota, PHS, PPL, PCdoB, PRP, PMN, PTC (atual Agir) e DC, que elegeram representantes para o Congresso Nacional, mas não superaram a cláusula de barreira e PRTB, PMB, PSTU, PCB e PCO, que não elegeram representantes e não superaram a cláusula de barreira. Portanto, ficaram sem acesso ao Fundo Partidário e à Propaganda Eleitoral Gratuita entre 2019 a 2022.
Em razão disto, alguns partidos foram incorporados a outros, para juntos superarem a cláusula de barreira. Em 2019, foram homologadas pelo TSE as incorporações do PPL pelo PCdoB, do PRP pelo Patriota e do PHS pelo PODE.
Consequentemente, o PCdoB e o Patriota superaram a cláusula de barreira ao somarem os seus votos aos dos partidos incorporados. 
Outra consequência da cláusula de barreira é a possibilidade dos deputados federais eleitos pelos partidos que não superaram a cláusula de barreira se desfiliarem sem perder o mandato. Por isso, todos os deputados eleitos pelo PMN, PTC e DC se desfiliarem destas siglas em 2019, deixando-as sem representantes no Congresso Nacional desde então.
O único partido que não superou a cláusula de barreira e continuou tendo representantes no Congresso até o fim da 56° legislatura foi o Rede Sustentabilidade, que ingressou na Federação PSOL REDE em 2022 para ter acesso ao fundo partidário e o tempo de propaganda eleitoral na televisão e rádio.

#### Eleições Gerais de 2022
Em 2021, os partidos DEM e PSL se fundiram para formar o atual UNIÃO. Entre as razões da fusão estava o temor de não atingirem a cláusula de barreira nas eleições gerais seguintes.
Nas eleições de 2022, a cláusula de barreira passou a exigir que os partidos ou federações partidárias conquistassem 2% dos votos válidos na eleição da Câmara dos Deputados, com 1% dos votos válidos em pelo menos 1/3 das unidades da Federação ou elegessem pelo menos 11 deputados federais distribuídos em nove unidades da Federação.
Neste ano, 15 dos 28 entes políticos (partidos e federações partidárias) não atingiram a cláusula de barreira. São eles: PSC, Solidariedade, PROS, Patriota, NOVO e PTB, que elegeram representantes para o Congresso em 2022, mas não superaram a cláusula de barreira e PMN, Agir, DC, PRTB, PMB, PSTU, PCB, PCO e UP, que não superaram a cláusula de barreira e também não elegeram representantes para o Congresso Nacional em 2022.
Consequentemente, alguns desses partidos buscaram fusões e incorporações para superar a cláusula de barreira.
Em 2023 foram homologadas pelo TSE as incorporações do PROS pelo Solidariedade e do PSC pelo PODE. Igualmente, homologou-se a fusão entre o PTB e do Patriota para formar o PRD.
Consequentemente, os partidos Solidariedade e PRD superaram a cláusula de barreira ao somarem os seus votos aos dos partidos incorporados ou fundidos.
Sendo assim, entre as eleições de 2022 e as eleições de 2024, o número de entes políticos (partidos e federações) registrados no TSE caiu de 28 para 25.
O único partido que não superou a cláusula de barreira e continuou tento membro no Congresso Nacional na 57ª legislatura foi o NOVO. O partido elegeu 3 deputados federais, mas não elegeu nenhum senador em 2022. Todavia, em 2024, tinha 4 deputados federais e 1 senador.

#### Eleições gerais de 2026 e 2030
| Eleição | Nº de entes políticos | Nº de entes políticos no Congresso |
| ------- | --------------------- | ---------------------------------- |
| 2018    | 35                    | 30                                 |
| 2020    | 33                    | 24                                 |
| 2022    | 28                    | 19                                 |
| 2024    | 25                    | 16                                 |

A cláusula de barreira foi eficaz na diminuição no número de entes políticos no país. Entre 2018 e 2024, o número de partidos ou federações partidárias com representação no Congresso Nacional caiu de 30 para 16. No mesmo período, o número de entes políticos registrados no TSE (o que inclui os partidos extraparlamentares) caiu de 35 para 25.
Em 2026, conforme exigência da cláusula de barreira, os partidos políticos ou federações partidárias que não obtiveram pelo menos 2,5% dos votos válidos nas eleições para a Câmara dos Deputados, distribuídos em pelo menos 1/3 das unidades da Federação, com no mínimo 1,5% dos votos válidos em cada uma delas ou não elegerem pelo menos 13 Deputados Federais distribuídos em pelo menos 1/3 das unidades da Federação, ficarão sem direito aos recursos do fundo partidário e acesso gratuito à propagada eleitoral no rádio e na televisão.
A partir de 2030, aplicar-se-á a regra definitiva, que exigirá a eleição de 15 deputados federais, distribuídos por 1/3 das unidades da federação ou 3% dos votos válidos, nas eleições para a Câmara dos Deputados distribuídos em pelo menos 1/3 das unidades da Federação, com no mínimo 2% dos votos válidos em cada uma delas para que o partido tenha direito ao  fundo partidário e acesso gratuito à propagada eleitoral no rádio e na televisão.